# Abibou Tchagnao
Abibou Tchagnao (ur. 23 maja 1975 w Abafilo) – piłkarz togijski grający na pozycji obrońcy.

## Kariera klubowa
W swojej karierze Tchagnao grał między innymi we francuskich klubach FC Martigues (1995-1997), FC Sète (1997-1999) i SO Cassis-Carnoux (2005-2006) oraz szwajcarskich FC Concordia Basel (1999-2000 i 2001-2002), FC Wangen (2000-2001), FC Solothurn (2002-2004) i FC Alle (2004-2005).

## Kariera reprezentacyjna
W reprezentacji Togo Tchagnao zadebiutował w 1996 roku. W 1998 roku był w kadrze Togo na Puchar Narodów Afryki 1998, a 2000 roku na Puchar Narodów Afryki 2000. W obu przypadkach był rezerwowym i nie rozegrał żadnego spotkania.